# Musa boman
Musa boman là một loài thực vật có hoa trong họ Musaceae. Loài này được Argent mô tả khoa học đầu tiên năm 1976.